# Nipponasellus takefuensis
Nipponasellus takefuensis és una espècie de crustaci isòpode pertanyent a la família dels asèl·lids.

## Distribució geogràfica
Es troba al Japó.